# 2017-es holland labdarúgó-szuperkupa
A 2017-es kiírás volt a Szuperkupa 28. döntője és azon belül a 22. Johan Cruijff-kupa.
A döntőt augusztus 5-én rendezték meg. A helyszín az 1995-ös döntő óta most először volt Rotterdamban,  a De Kuip stadion. A döntő két résztvevője a bajnok és hazai csapat Feyenoord, és a kupagyőztes Vitesse Arnhem voltak. A Feyenoordnak ez volt a 9. döntője a szuperkupában, a Vitesse Arnhem pedig először szerepelt a kupadöntőben, amit büntetőpárbajban a Feyenoord nyert meg.

## Döntő
| 2017. augusztus 5. 18:00 |

| Feyenoord                                   | 1 – 1 (h. u.)       | Vitesse Arnhem                   |
| ------------------------------------------- | ------------------- | -------------------------------- |
| Jens Toornstra 7'                           | (1 – 0) Jegyzőkönyv | Alexander Büttner 58' (11-esből) |
| Büntetőpárbaj                               |                     |                                  |
| Van der Heijden Boëtius Toornstra Jørgensen | 4–2                 | Matavž Rashica Foor Colkett      |

| De Kuip, Rotterdam Nézőszám: 47.500 Játékvezető: Danny Makkelie (holland) |

| Feyenoord | Vitesse |

|                          |    |                          |         |
|                          |    |                          |         |
| DM                       | 25 | Brad Jones               |         |
| RV                       | 17 | Kevin Diks               | 38' 77' |
| CV                       | 33 | / Eric Botteghin         |         |
| CV                       | 6  | Jan-Arie van der Heijden |         |
| LV                       | 5  | Ridgeciano Haps          |         |
| CM                       | 8  | / Karim El Ahmadi        | 58'     |
| CM                       | 10 | / Tonny Vilhena          |         |
| CM                       | 28 | Jens Toornstra           |         |
| RB                       | 19 | Steven Berghuis          | 74'     |
| SP                       | 9  | Nicolai Jørgensen        |         |
| LB                       | 7  | / Jean-Paul Boëtius      |         |
| Cserék:                  |    |                          |         |
| AV                       | 14 | / Bilal Başaçıkoğlu      | 74'     |
| MV                       | 21 | Szofjan Amrabat          | 77'     |
| DM                       | 22 | Justin Bijlow            |         |
| DM                       | 30 | Ramon ten Hove           |         |
| VD                       | 4  | Jerry St. Juste          |         |
| VD                       | 18 | / Miquel Nelom           |         |
| VD                       | 38 | / Gustavo Hamer          |         |
| MV                       | 20 | Renato Tapia             |         |
| MV                       | 36 | / Emil Hansson           |         |
| AV                       | 29 | Michiel Kramer           |         |
| AV                       | 34 | Dylan Vente              |         |
| Edző:                    |    |                          |         |
| Giovanni van Bronckhorst |    |                          |         |

|             |    |                      |         |
|             |    |                      |         |
| DM          | 22 | Remco Pasveer        |         |
| RV          | 2  | / Fankaty Dabo       |         |
| CV          | 37 | Guram Kashia         |         |
| CV          | 6  | Arnold Kruiswijk     |         |
| LV          | 28 | Alexander Büttner    | 87'     |
| CM          | 10 | Thomas Bruns         | 71' 77' |
| CM          | 17 | Thulani Serero       |         |
| CM          | 25 | Navarone Foor        |         |
| RB          | 7  | Milot Rashica        |         |
| SP          | 9  | Tim Matavž           |         |
| LB          | 11 | Bryan Linssen        | 29'     |
| Cserék:     |    |                      |         |
| MV          | 8  | Charlie Colkett      | 77'     |
| VD          | 43 | Lassana Faye         | 87'     |
| DM          | 21 | Michael Tørnes       |         |
| DM          | 24 | Jeroen Houwen        |         |
| VD          | 3  | Maikel van der Werff |         |
| VD          | 5  | Matt Miazga          |         |
| VD          | 29 | Julian Lelieveld     |         |
| MV          | 19 | Mason Mount          |         |
| MV          | 23 | / Mukhtar Ali        |         |
| AV          | 16 | Mitchell van Bergen  |         |
| AV          | 47 | Lars ten Teije       |         |
| Edző:       |    |                      |         |
| Henk Fraser |    |                      |         |

| HOLLAND-SZUPERKUPA 2017   |
| ------------------------- |
| Feyenoord 3. kupagyőzelem |

## Külső hivatkozások
- "Johan Cruijff Schaal vernieuwd: Landskampioen speelt thuis" (holland nyelven). knvb.nl. (Hozzáférés: 2017. május 5.)

- Holland Szuperkupa: tizenegyesekkel a Feyenoordé a trófea (magyar nyelven). Nemzeti Sport. (Hozzáférés: 2017. augusztus 5.)

- Netherlands » Supercup 2017 » Final » Feyenoord - Vitesse 4:2 (angol nyelven). worldfootball.net. (Hozzáférés: 2017. augusztus 5.)

## Egyéb
- Holland labdarúgó-szuperkupa